# Francisco Perea

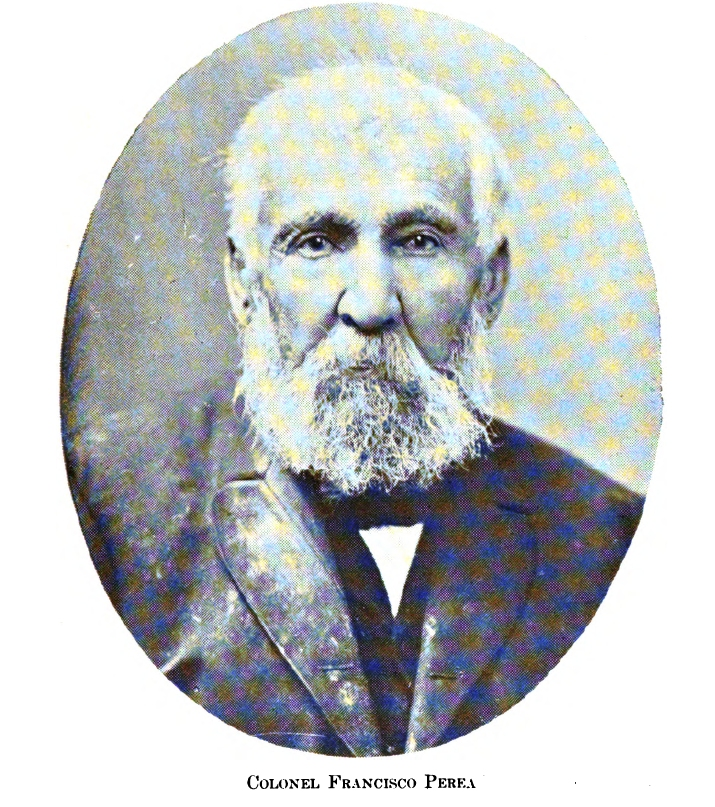
Francisco Perea

Francisco Perea (* 9. Januar 1830 in Los Padillas, Mexiko; † 21. Mai 1913 in Albuquerque, New Mexico) war ein US-amerikanischer Politiker. Zwischen 1863 und 1865 vertrat er das New-Mexico-Territorium als Delegierter im US-Repräsentantenhaus.

## Frühe Jahre
Der in der Nähe von Albuquerque geborene Francisco Perea besuchte die Schulen seiner Heimat, die damals noch zu Mexiko gehörte. Zwischen 1843 und 1845 studierte er am Jesuit College in St. Louis. In den Jahren 1847 bis 1849 absolvierte er die Bank Street Academy in New York. Zwischen 1850 und 1864 war er unter anderem als Händler und Viehzüchter tätig. Gelegentlich führte er Maultiergespanne mit Waren aus dem Staat Missouri in das New-Mexico-Territorium.

## Politischer Aufstieg
Zu Beginn des Bürgerkriegs war Francisco Perea von 1861 bis 1862 Oberstleutnant auf Seiten der Union. Politisch war er Mitglied der Republikanischen Partei, deren Bundesparteitag er im Jahr 1864 als Delegierter besuchte. Auf diesem Parteitag wurde Präsident Abraham Lincoln für eine zweite Amtszeit nominiert. Bei den Kongresswahlen des Jahres 1862 wurde Perea als Delegierter in das US-Repräsentantenhaus gewählt. Dort löste er am 4. März 1863 John Sebrie Watts ab. Allerdings hatte er kein Stimmrecht, weil New Mexico damals noch kein Bundesstaat der Vereinigten Staaten war. Im Jahr 1864 wurde er von seiner Partei nicht mehr für dieses Amt nominiert; daher schied er am 3. März 1865 aus dem Kongress aus.

## Weiterer Lebenslauf
Nach dem Ende seiner Zeit in der Bundeshauptstadt Washington kehrte Perea nach New Mexico zurück. 1881 zog er nach Jemez Springs, wo er unter anderem ein Hotel betrieb. Von 1894 bis 1905 war er Posthalter in diesem Ort. Im Jahr 1906 zog er nach Albuquerque, wo er seinen Lebensabend verbrachte und 1913 auch verstarb. Sein Cousin Pedro Perea vertrat ebenfalls das New-Mexico-Territorium zwischen 1899 und 1901 als Delegierter im Repräsentantenhaus.